# Bruno Magras

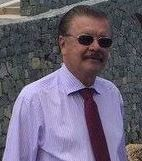
Bruno Magras

Bruno Magras (9 september 1951) is een Frans politicus en ondernemer. 

## Politiek
Magras is de huidige en eerste voorzitter van de Territoriale Raad van Saint-Barthélemy. Daarnaast is hij de politieke leider van Saint-Barth Eerst!, een zusterpartij van de centrumrechtse UMP van Nicolas Sarkozy. 
Magras werd op 15 juli 2007 door de 19 leden van de Territoriale Raad unaniem verkozen als eerste voorzitter van de Raad, die werd opgericht nadat Saint-Barthélemy op 22 februari van datzelfde jaar niet langer de status van gemeente binnen Guadeloupe behield maar een aparte overzeese gemeenschap (collectivité d'outre-mer) van Frankrijk werd, conform een referendum in 2003. Op 1 juli had zijn partij Saint-Barth Eerst! al een absolute meerderheid van 16 zetels in de raad behaald.
Na zijn verkiezing tot president werd Magras in een interview in Le Journal de Saint-Barth gevraagd of de geruchten dat hij een "dictatoriaal kantje" zou hebben, klopten. Hij repliceerde met "ik ben direct, soms brutaal in mijn uitdrukking, en het is misschien de manier waarop ik me verstaanbaar maak die me dat imago bezorgt. Ik weet wat ik wil, en ik hou van mijn eiland. Men heeft me weleens verweten het eiland te besturen als een bedrijf, maar de resultaten zijn er."

## Zakenwereld
Magras is zaakvoerder van de lokale luchtvaartmaatschappij St Barth Commuter, die lijnvluchten uitvoert naar de Franse en Nederlandse zijde van Sint Maarten. 

## Privé
Bruno Magras is de broer van Michel Magras, die tot 2020 voor dezelfde partij als Bruno het eiland Saint-Barthélemy vertegenwoordigde in de Senaat te Parijs.